# Philonthus havai
Philonthus havai – gatunek chrząszcza z rodziny kusakowatych i podrodziny Staphylininae.
Gatunek ten został opisany w 2013 roku przez Lubomíra Hromádkę na podstawie pojedynczego okazu samca odłowionego w 1971 roku. Epitet gatunkowy nadano na cześć Jiříego Hávy.
Chrząszcz o ciele długości 12,1 mm. Głowa metalicznie niebieska z żółtobrązowymi głaszczkami, szersza niż dłuższa, o oczach krótszych od skroni i z czterema grubymi punktami między oczami. Czułki czarne z żółtobrązową nasadą drugiego człony, sięgające tylnej krawędzi przedplecza. W grzbietowych rządkach metalicznie niebieskiego przedplecza po cztery punkty. Tarczka czarna. Pokrywy pomarańczowe, drobno i gęsto punktowane, żółto oszczecone. Odnóża żółtobrązowe z czarnobrązowymi udami. Odwłok czarny z wyraźnym niebieskawym połyskiem.
Owad afrotropikalny, znany wyłącznie z Etiopii.